# Неклюдов, Борис Павлович
Борис Павлович Неклюдов (род. 2 июля 1938 года, Воронеж, РСФСР, СССР — 24 июня 2014 года, Москва, Россия) — советский и российский художник, член-корреспондент Российской академии художеств (2009).
Брат-близнец советского и российского художника, члена-корреспондента РАХ В. П. Неклюдова (род. 1938).

## Биография
Родился 2 июля 1938 года в Воронеже.
В 1962 году — окончил Московское высшее художественно-промышленное училище, специальность «монументально-декоративная живопись», педагоги С. В. Герасимов, Н. Х. Максимов, Б. В. Иорданский.
С 1964 года — член Союза художников СССР, России.
Председатель правления секции монументального искусства МСХ, профессор кафедры академической живописи МВХПУ.
В 2009 году — избран членом-корреспондентом Российской академии художеств от Отделения живописи.
Борис Павлович Неклюдов умер 24 июня 2014 года в Москве.

## Творческая деятельность

Мозаика в северном торце зала станции метро Южная

Работал в техниках: акварель, гуашь, рисунок, сграффито, витраж, флорентийская мозаика, масло, темпера.
Монументально-декоративные проекты: совместно с братом В. П. Неклюдовым — фреска «Детство», «Отрочество», «Юность» (1970 г.), школа № 318, Москва; фреска «Встречи и прощания» (1974 г.), аэропорт г. Магадан; мозаика «Там вдали за рекой» («Гражданская война», «Семья», «Слава» (1973 г.), музей Комсомольской славы, Великие Луки; фреска «Детство, отрочество, юность» (1976 г.), пионерский лагерь «Зорька», Московская область; фрески на тему «Времена года» (1976 г.), «Станкоимпорт», Москва; фрески «Молодая семья», «Встреча», «Спортивная игра» (1976 г.), завод «Калибр», Москва; фреска в зимнем саду во Дворце культуры завода «Электроника» (1976 г.), Воронеж; фрески для кинотеатра «Орбита» (1976 г.), Москва; совместно с В. Неклюдовым фреска для гостиницы «Жемчужина» (1979 г.), Сочи; римские мозаики в институте повышения квалификации Министерства заготовок РСФСР (1979 г.), Москва; римские мозаики в вестибюле станции метро «Южная» московского метрополитена (1983 г.); римские мозаики в фойе здания государственной филармонии в Майкопе (1985 г.); маркетри и флорентийские мозаики в театре Сатирикон в Москве (1987 г.); римские и флорентийские мозаики и витражи в ДК совхоза Московский (1988 г.); флорентийская мозаика и витраж в Управлении московского метрополитена (1990 г.); флорентийская мозаика в Госкомитете по информатике (1992 г.); роспись зала детского реабилитационного санатория в Серебряном Бору в Москве (1998 г.); композиции в технике флорентийской мозаики в Московском камнеобрабатывающем комбинате (2003 г.); мозаичное мощение из цветных гранитов на площади перед Московским международным Домом музыки (2003 г.); композиции в технике флорентийской мозаики на фасаде здания Московского городского суда (2004 г.); флорентийская мозаика (архитектор Д. С. Солопов) в зале церковных Соборов Храма Христа Спасителя «Сошествие Святого духа на апостолов», «Град небесный», «Град земной» (2000 г., 800 м².), Москва.
Участник выставок с 1964 года.
Станковые произведения представлены в коллекции Государственной Третьяковской галереи, Музея архитектуры имени Щусева, Музея Революции, частных собраниях России и зарубежья.

## Награды
- Медаль «За освоение целинных земель»